# سغ
سغ، روستایی در دهستان سیاهو بخش مرکزی شهرستان بندرعباس در استان هرمزگان ایران است.

## جمعیت
بر پایه سرشماری عمومی نفوس و مسکن در سال ۱۳۹۵، جمعیت این روستا برابر با ۳۷۴ نفر (۱۲۶ خانوار) بوده‌است.